# Guillermo Yávar
Guillermo Yávar Romo (ur. 26 marca 1943 w Santiago) – piłkarz chilijski grający podczas kariery na pozycji pomocnika.

## Kariera klubowa
Karierę piłkarską Guillermo Yávar rozpoczął w stołecznym Magallanes w 1961. W latach był zawodnikiem Universidad de Chile. Z Universidad de Chile dwukrotnie zdobył mistrzostwo Chile w 1967 i 1969. W 1971 przeszedł do Unión Española. Z Uniónem Española zdobył mistrzostwo Chile w 1973. Indywidualnie był królem strzelców ligi chilijskiej w 1974.
Kolejne trzy lata spędził w: Universidad de Chile oraz drugoligowych Universidad Católica i CD O’Higgins, z którymi awansował do pierwszej ligi w 1975 i 1976. W latach 1977–1979 był zawodnikiem klubu Cobreloa, z którym w 1977 awansował do chilijskiej ekstraklasy.
Rok 1980 spędził w stołecznym Audax Italiano. Piłkarską karierę zakończył w drugoligowym Aviación Santiago w 1981.

## Kariera reprezentacyjna
W reprezentacji Chile Yávar zadebiutował 14 października 1964 w zremisowanym 1-1 spotkaniu o Copa Carlos Dirttborn z Argentyną.
W 1966 roku został powołany przez selekcjonera Luisa Álamosa do kadry na Mistrzostwa Świata w Anglii. Na Mundialu Yávar był rezerwowym i nie wystąpił w żadnym meczu.
W 1974 roku po raz drugi został powołany przez selekcjonera Luisa Álamosa do kadry na Mistrzostwa Świata w RFN. Na Mundialu Páez wystąpił w dwóch meczach z NRD i Australią, który był jego ostatnim meczem w reprezentacji. Od 1972 do 1974 roku rozegrał w kadrze narodowej 26 spotkań, w których strzelił 2 bramki.

## Kariera trenerska
Po zakończeniu piłkarskiej kariery Páez został trenerem. Pracę trenerską rozpoczął w drugoligowym CD Ñublense, z którym spadł do trzeciej ligi. W 1985 prowadził Cobreloę, z którą zdobył mistrzostwo Chile. W latach 1989–1991 trenował Provincial Osorno, z którym w 1990 awansował do chilijskiej ekstraklasy, by po roku z niej spaść. W 1992 prowadził Unión Española, a w 1993 ponownie Provincial Osorno. W latach 1994–1995 był trenerem Deportes La Serena, z którym spadł do drugiej ligi. Z ławką trenerską pożegnał się w drugoligowym Provincial Osorno w 2002.